# Burning Brides
Burning Brides est un groupe américain de hard rock et heavy metal, originaire de Philadelphie. Formé en 1999 autour de Dimitri Coats (guitariste et chanteur), de Melanie Campbell (bassiste) et de Mike Ambs (batteur), il s'est d'abord fait connaître lors des premières parties de concerts des White Stripes, d'Audioslave ou de Marilyn Manson, avant d'acquérir une certaine notoriété lors de la sortie de son premier album Fall of the Plastic Empire en 2001.
Dès lors, mêlant influences garage, rock alternatif et heavy metal, le groupe acquiert une certaine renommée sur la scène américaine (culminant avec sa prestation lors du festival rock de Lollapalooza en 2003) et dans une moindre mesure, internationale,. Certains titres comme Heart Full of Black sont inclus dans la bande-son de plusieurs jeux vidéo sortis sur PlayStation 2, dont Guitar Hero et Burnout 3: Takedown, contribuant ainsi à populariser le groupe à l'extérieur des frontières américaines.

## Historique
C'est sur les bancs de la Juilliard School de New York, où étudient ensemble Dimitri Coats et Melanie Campbell, que naît en 1995 l'idée de créer un nouveau groupe mêlant les styles musicaux qu'affectionnent les deux étudiants (grunge, heavy metal, rock progressif et sonorités brutes). Après avoir voyagé aux quatre coins du pays à la recherche d'un lieu où s'établir, et des arrêts plus ou moins prolongés à Portland, dans l'Oregon, puis à Boston, dans le Massachusetts, le duo décide de poser ses valises à Philadelphie en 1999. Ils y rencontrent le batteur Mike Ambs, avec qui ils se trouvent des influences musicales communes.
Les débuts du groupe sont confidentiels, et il faut attendre le 11 mai 1999 et son passage sur la scène du Khyber, l'une des plus importantes salles de spectacle de Philadelphie, pour qu'il puisse acquérir une renommée locale croissante. Assurant la première partie de plusieurs concerts (Audioslave, Marilyn Manson ou encore The Melvins), le groupe se consacre par la suite à l'élaboration de son premier album Fall of the Plastic Empire, produit par un label indépendant de Philadelphie, File 13,. Le succès est immédiat, poussant le groupe à se mettre en quête d'un label plus important afin de s'assurer une meilleure promotion au niveau national. En 2002, il signe finalement avec le label V2, lequel se charge de produire une version réenregistrée de leur premier album. Dans le même temps, le batteur Mike Ambs quitte le groupe et est remplacé par Jason Kourkounis.
Le groupe enregistre son deuxième album en 2004. Intitulé Leave No Ashes, il mêle des influences diverses, évoquant par certains aspects le son de ZZ Top, de Cheap Trick ou de Ray Davies. Il est produit par le célèbre producteur George Drakoulias, connu notamment pour son travail auprès de Tom Petty et des Black Crowes. Après la sortie de cet album, le groupe se consacre à des concerts et des prestations dans des émissions télévisées à succès (notamment le Late Night with Conan O'Brien de NBC).
En 2006, Dimitri Coats et Melanie Campbell décident de se marier. S'installant à Los Angeles, le groupe produit son troisième album, Hang Love, en indépendant après la faillite de son précédent label, V2,. Pete Beeman remplace Jason Kourkounis à la batterie. Parallèlement, Dimitri Coats enregistre un titre sur l'album Carry On de Chris Cornell. Burning Brides joue avec Helmet entre le 25 août et le 1er septembre. L'année 2008 est marquée par la naissance du premier enfant du couple, une petite fille baptisée Veronica. C'est également l'année de la sortie du quatrième album du groupe, Anhedonia. En 2009, Jeff Watson remplace Pete Beeman à la batterie. Dans le même temps, Dimitri Coats tourne aux côtés de Alice Cooper et de Iggy Pop dans le film de Rob « Suck » Stefaniuk, une comédie-rock présentée le 11 septembre 2009 au Festival international du film de Toronto.
Le groupe se sépare en 2014, à la suite de la séparation de Dimitri et Melanie Coats.

## Discographie
- 1999 : Smells Like Bleach: A Tribute to Nirvana
- 2001 : Fall of the Plastic Empire (réenregistré en 2002)
- 2003 : Gimme Skelter: Buddyhead Presents (compilation)
- 2004 : Leave No Ashes
- 2004 : Buddyhead Suicide (compilation)
- 2007 : Hang Love
- 2008 : Anhedonia